# Río Ribble
El río Ribble es un río inglés que corre en el noroeste del país, principalmente en el condado de Lancashire, aunque nace en el condado vecino de Yorkshire del Norte, en el parque nacional de los Yorkshire Dales. La longtitud del río es de 121 km.
Después de su fuente a la altitud de 246 metros, el Ribble corre un unos pueblos pequeños de Yorkshire del Norte: el último es Stainforth. La primera villa a su lado es Settle, entonces el Ribble entra Lancashire y corre en la villa de Clitheroe antes de entrar su única ciudad, Preston. El río desemboca al mar de Irlanda.